# Maihar (stato)
Lo Stato di Maihar fu uno stato principesco del subcontinente indiano, avente per capitale la città di Maihar.

## Geografia
Lo stato era attraversato dal fiume Tons, ed il suolo era di conseguenza composto da piani alluvionali e da sabbia, particolarmente fertile ad eccezione del distretto collinare a sud. Una grande area si trovava ricoperta dalla foresta che garantiva un minimo esportabile in legname.

## Storia
Lo stato venne fondato nel 1778 dal clan Kachwaha dei Rajputs, che ottennero queste terre dal vicino stato di Orchha. Dal 1788 al 1790 lo stato di Maihar venne occupato da Banda. Lo stato divenne uno stato principesca dell'India britannica nel XIX secolo e venne amministrato come parte dell'Agenzia del Bundelkhand nell'Agenzia dell'India Centrale. Nel 1871 gli stati orientali dell'Agenzia del Bundelkhand, tra cui Maihar, vennero separati per costituire la nuova Agenzia del Bagelkhand nell'India Centrale. Nel 1933 il Maihar, assieme ad altri dieci stati nell'area occidentale del Bagelkhand, tornarono a comporre l'Agenzia del Bundelkhand.
Lo stato subì una pesante carestia nel 1896–1897. Il Maihar divenne una stazione della linea East Indian Railway (oggi West Central Railway) tra Satna e Jabalpur, a 97 km a nord di Jabalpur. Su tutto il territorio ancora oggi si possono vedere le rovine di sacrari e costruzioni appartenenti al periodo principesco. Nel 1948 entrò a far parte dell'India.

### Governanti

#### Thakur
- 1778 - 1788 Beni Singh                         (n. 1719 - m. 1788)
- 1788 - 1790 Rajdhar Singh                      (n. c.1765 - m. 1790)
- 1790 - 1825 Durjan Singh                       (n. 1766 - m. 1825)
- 1826 - 1850 Bishan Singh                       (n. 1797 - m. 18..)
- 1850 - 1852 Mohan Prasad                       (n. 1816 - m. 1852)
- 1852 - 1869 Raghubir Singh                     (n. 1843 - m. 1908)
- 1852 - 1865                .... -reggente

#### Raja
- 1869 - 1908 Raghubir Singh                     (s.a.)
- 1908 -  7 gennaio 1910 Jagubir Singh                      (n. 1864 - m. 1910)
- 7 gennaio 1910 – 15 dicembre 1911 Randhir Singh                      (n. 1865 - m. 1911)
- 16 dicembre 1911 – 15 agosto 1968 Brijnath Singh                     (n. 1896 - m. 1968)
- 15 agosto 1968 -           Narayan Singh (pretendente)